# Tournoi masculin de rugby à sept aux Jeux olympiques d'été de 2016
Cet article traite de l'épreuve masculine. Pour la compétition féminine, voir Tournoi féminin de rugby à sept aux Jeux olympiques d'été de 2016.
Navigation
Tokyo 2020
Le tournoi masculin de rugby à sept des Jeux olympiques d’été de 2016 se déroule du 9 août 2016 au 11 août 2016 au stade de Deodoro de Rio de Janeiro. C'est le premier tournoi de rugby à sept dans l'histoire des Jeux olympiques.
Les Fidji remportent l'épreuve masculine, première médaille olympique de ce pays toutes disciplines confondues.

## Qualifications
Au terme de la phase de qualification qui a vu l'Espagne décrocher la dernière place, les 12 équipes qui participent aux Jeux olympiques de Rio sont connues.
| Compétition                         | Date             | Lieu         | Places | Qualifiés        |
| ----------------------------------- | ---------------- | ------------ | ------ | ---------------- |
| Pays organisateur                   | 2 octobre 2009   |              | 1      | Brésil           |
| Série mondiale 2014-15              | 17 mai 2015      | Multiple     | 4      | Afrique du Sud   |
| Série mondiale 2014-15              | 17 mai 2015      | Multiple     | 4      | Fidji            |
| Série mondiale 2014-15              | 17 mai 2015      | Multiple     | 4      | Grande-Bretagne  |
| Série mondiale 2014-15              | 17 mai 2015      | Multiple     | 4      | Nouvelle-Zélande |
| Championnat d'Amérique du Sud 2015  | 7 juin 2015      | Santa Fe     | 1      | Argentine        |
| Championnat d'Amérique du Nord 2015 | 14 juin 2015     | Cary         | 1      | États-Unis       |
| Seven's Grand Prix Series 2015      | 12 juillet 2015  | Multiple     | 1      | France           |
| Championnat d'Asie 2015             | 8 novembre 2015  | Hong Kong    | 1      | Japon            |
| Championnat d'Océanie 2015          | 15 novembre 2015 | Auckland     | 1      | Australie        |
| Championnat d'Afrique 2015          | 15 novembre 2015 | Johannesburg | 1      | Kenya            |
| Tournoi olympique qualificatif 2016 | 18 juin 2016     | Monaco       | 1      | Espagne          |
| Total                               |                  |              | 12     |                  |

## Effectifs

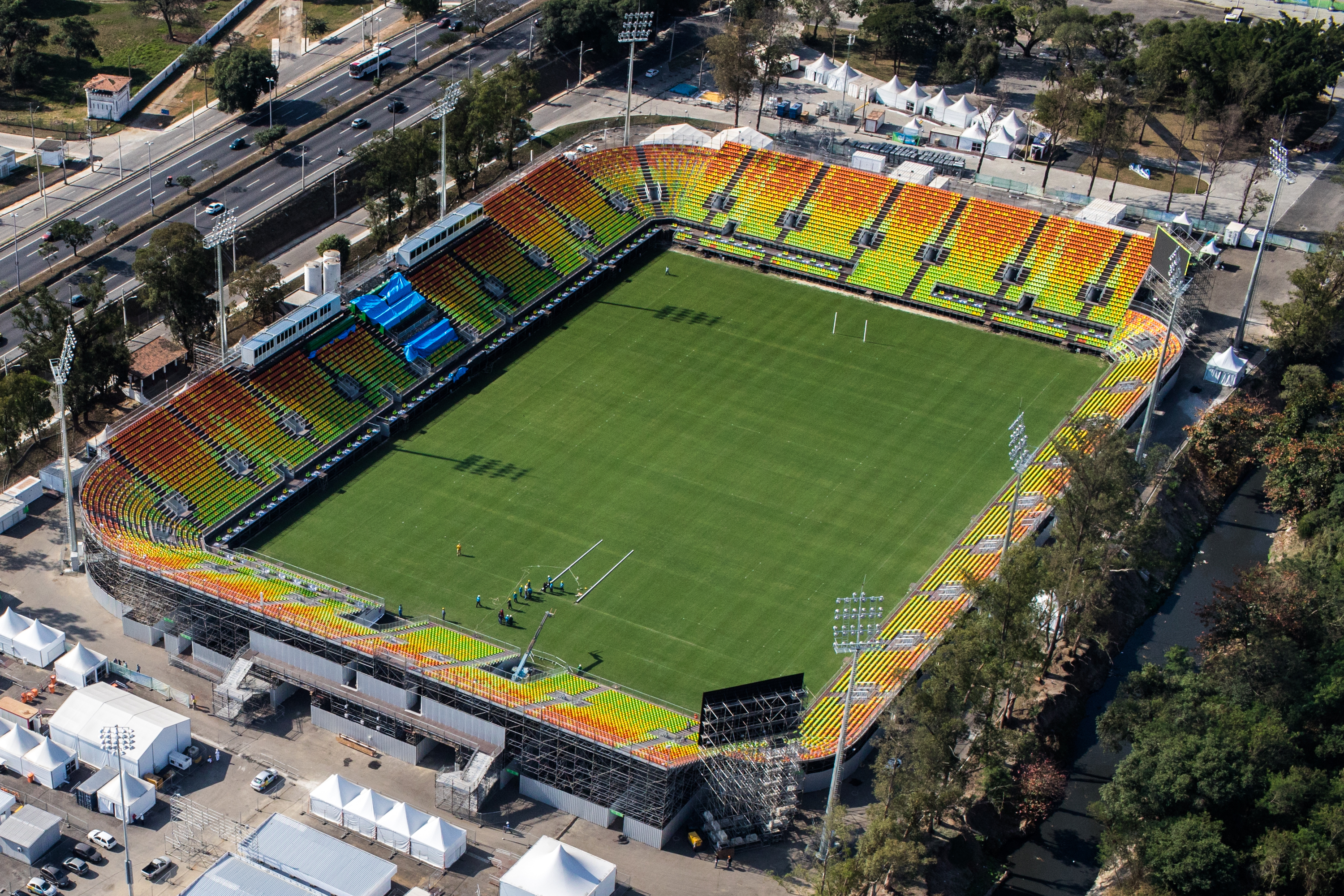
Vue aérienne du stade de Deodoro.

## Composition des poules
| Poule A    | Poule B        | Poule C          |
| ---------- | -------------- | ---------------- |
| Fidji      | Afrique du Sud | Nouvelle-Zélande |
| États-Unis | Australie      | Grande-Bretagne  |
| Argentine  | France         | Kenya            |
| Brésil     | Espagne        | Japon            |

## Arbitres
En avril 2016, World Rugby publie la liste des arbitres officiant aux Jeux olympiques.
- Mike Adamson
- Federico Anselmi
- Nick Briant
- Ben Crouse
- Craig Joubert
- Richard Kelly
- Matthew O'Brien
- Anthony Moyes
- Taku Otsuki
- Rasta Rasivhenge
- Alexandre Ruiz
- Marius van der Westhuizen

Quelques arbitres sélectionnés
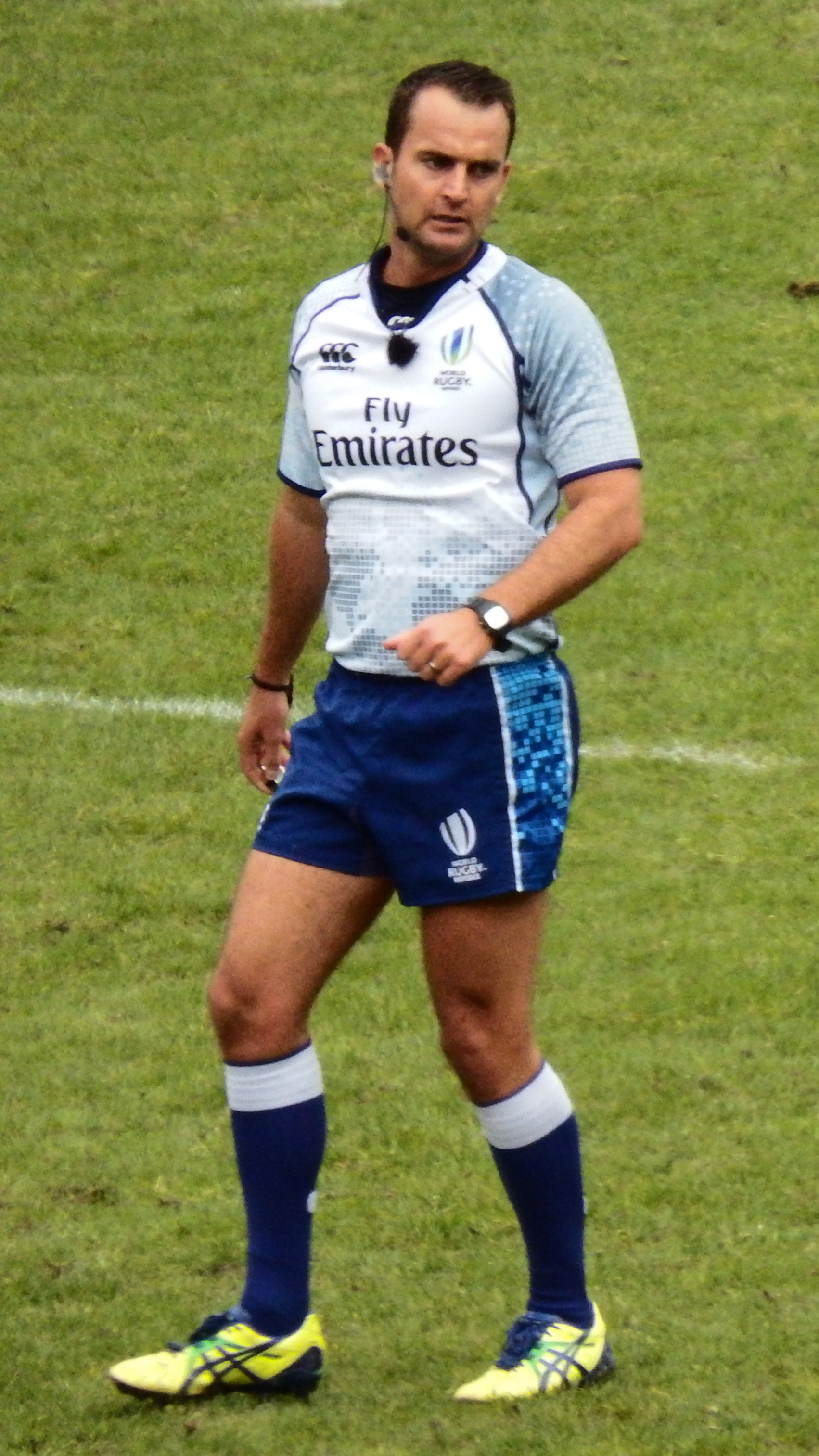
Ben Crouse
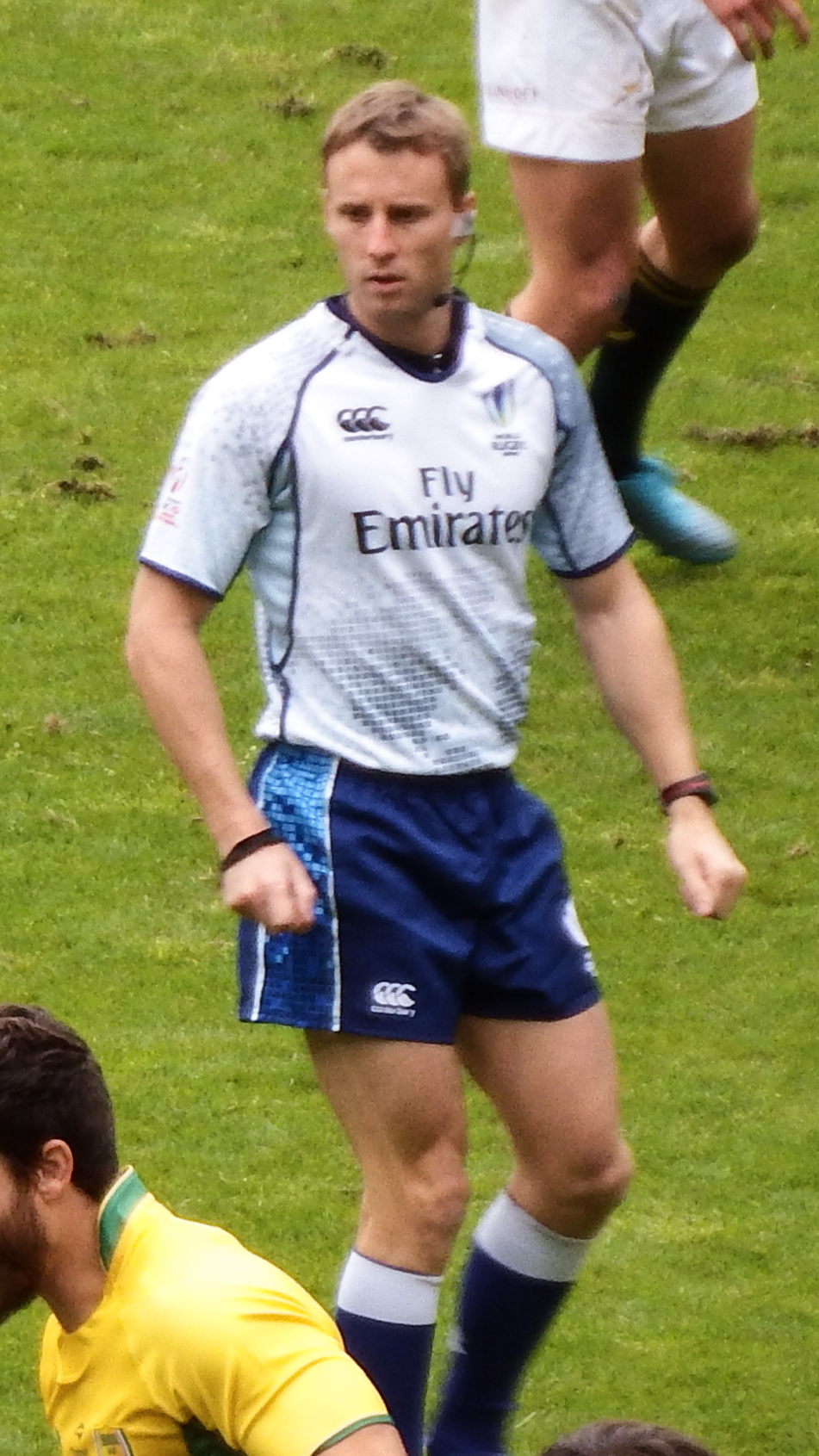
Richard Kelly
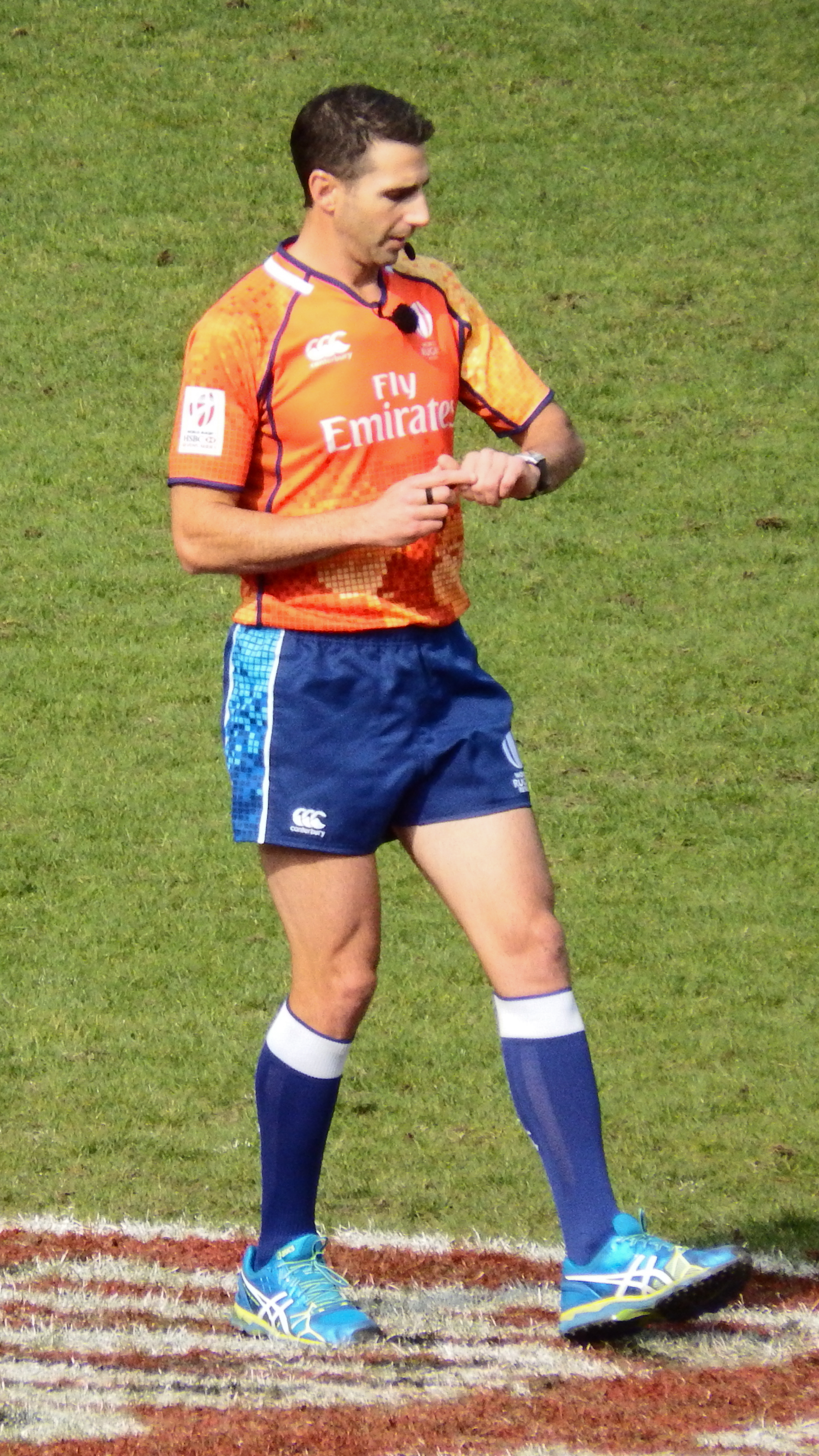
Craig Joubert
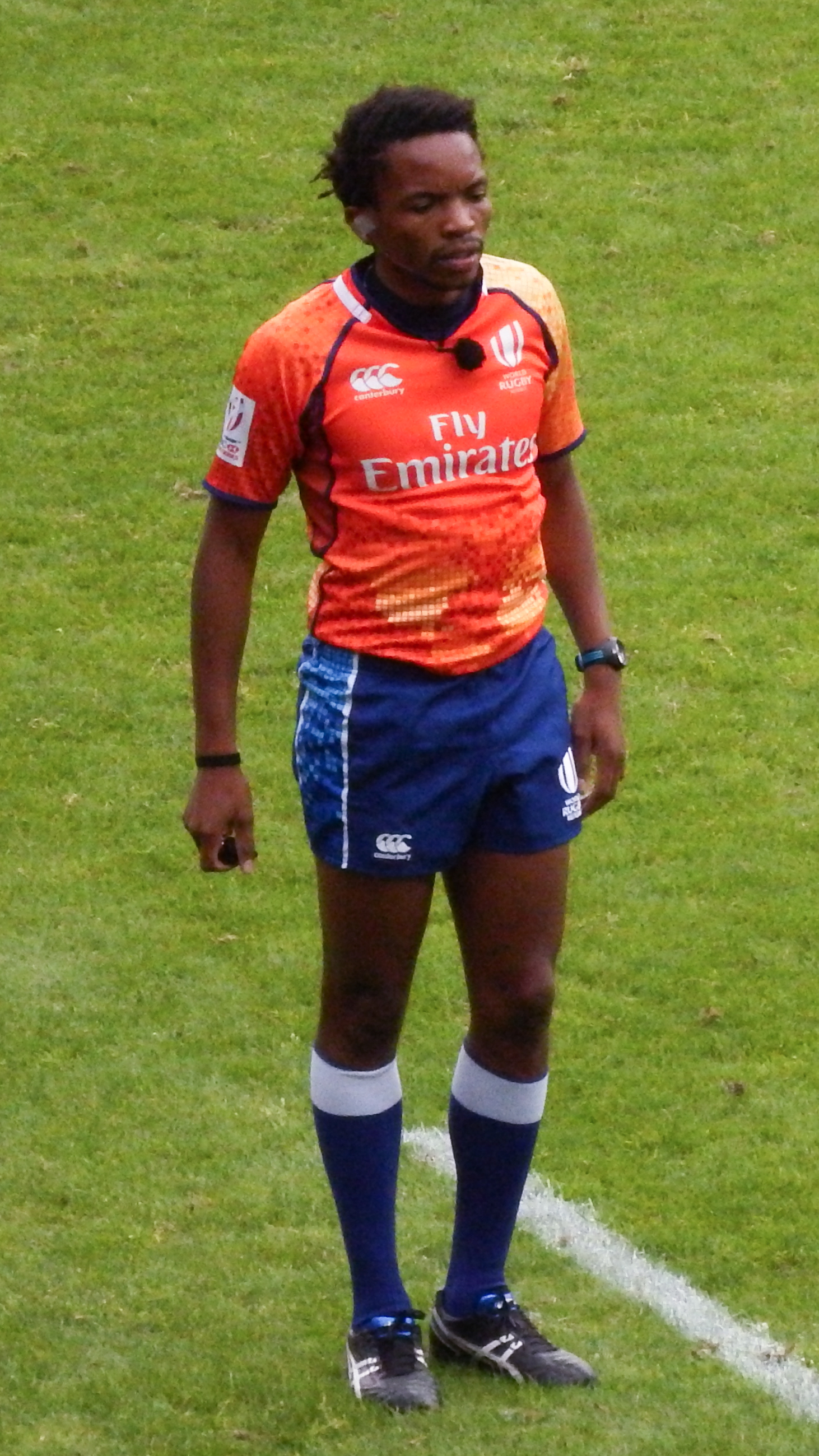
Rasta Rasivhenge
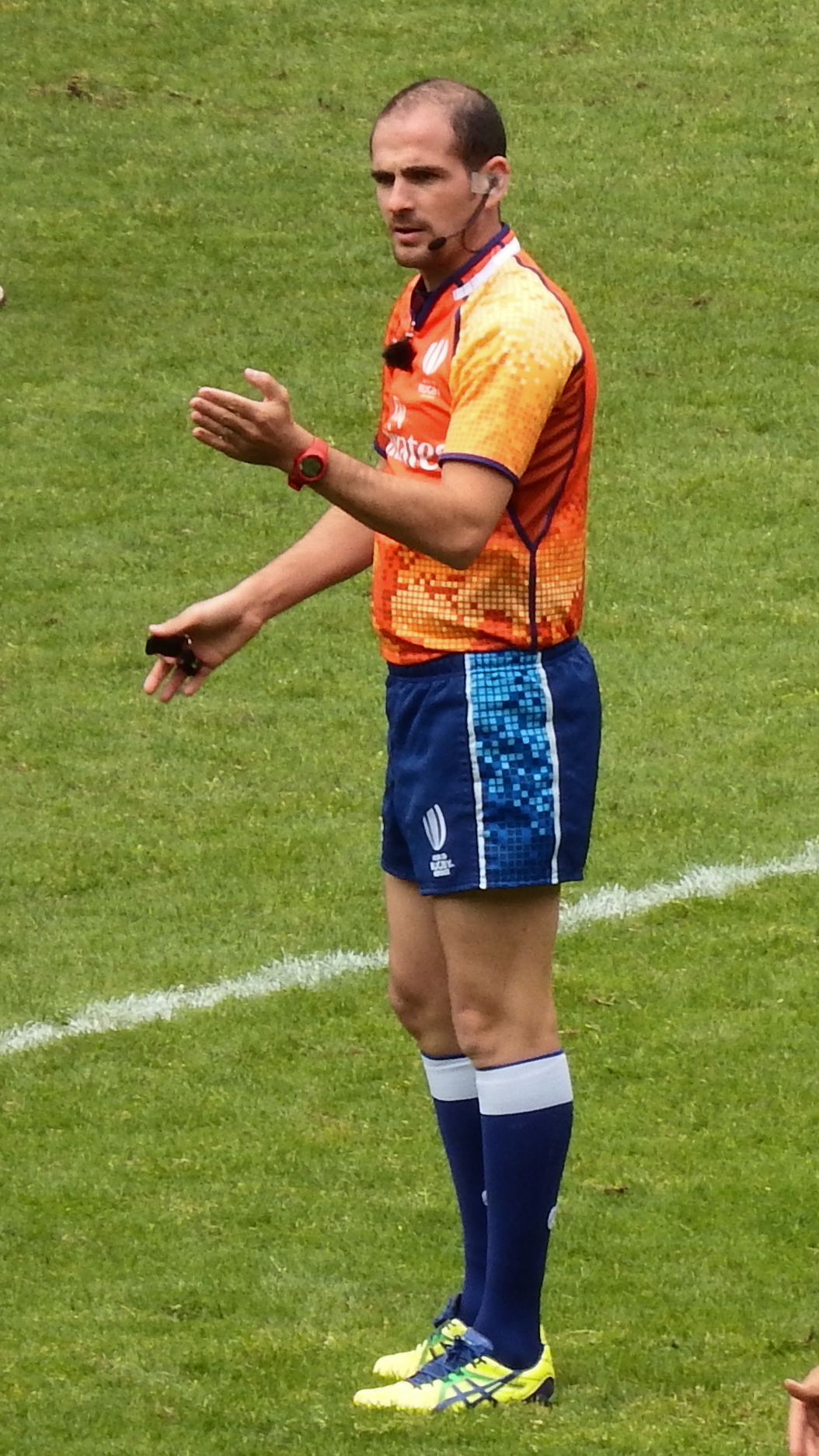
Alexandre Ruiz

## Résultats

### Phase de poules

#### Poule A
| Rang | Pays       | J | V | N | D | Pm | Pe | Diff | Pts |
| ---- | ---------- | - | - | - | - | -- | -- | ---- | --- |
| 1    | Fidji      | 3 | 3 | 0 | 0 | 87 | 45 | +42  | 9   |
| 2    | Argentine  | 3 | 2 | 0 | 1 | 62 | 35 | +27  | 7   |
| 3    | États-Unis | 3 | 1 | 0 | 2 | 59 | 43 | +16  | 5   |
| 4    | Brésil     | 3 | 0 | 0 | 3 | 12 | 97 | -85  | 2   |

|  | Qualifié pour les quarts de finale    |
|  | Qualifié pour le classement de 9 à 12 |

| 9 août 2016 13 h UTC-3 | États-Unis                                                                              | 14 - 17 (0 - 7) | Argentine                                                                      | stade de Deodoro, Rio de Janeiro |
| 9 août 2016 13 h UTC-3 | Essai(s) : Essai de pénalité (11e), Barrett (12e) Transformation(s) : Hughes (11e, 12e) |                 | Essai(s) : Müller (4e), Luna (8e), Moroni (14e) Transformation(s) : Revol (4e) | stade de Deodoro, Rio de Janeiro |
| 9 août 2016 13 h UTC-3 |                                                                                         |                 |                                                                                | stade de Deodoro, Rio de Janeiro |

| 9 août 2016 13 h 30 UTC-3 | Fidji | 40 - 12 (7 - 5) | Brésil                                                                      | stade de Deodoro, Rio de Janeiro |
| 9 août 2016 13 h 30 UTC-3 | Essai(s) : Veremalua (6e, 12), Kolinisau (8e), Tuisova (9e, 13e), Viriviri (10e) Transformation(s) : Kolinisau (6e), Ravouvou (8e, 10e, 12e, 13e) |                 | Essai(s) : Claro (4e), Albuquerque (14e) Transformation(s) : A. Silva (14e) | stade de Deodoro, Rio de Janeiro |
| 9 août 2016 13 h 30 UTC-3 | |                 |                                                                             | stade de Deodoro, Rio de Janeiro |

| 9 août 2016 18 h UTC-3 | États-Unis                                                                                          | 26 - 0 (14 - 0) | Brésil | stade de Deodoro, Rio de Janeiro |
| 9 août 2016 18 h UTC-3 | Essai(s) : Niua (3e), Ebner (7e), Isles (13e), Unufe (14e) Transformation(s) : Hughes (3e, 7e, 14e) |                 |        | stade de Deodoro, Rio de Janeiro |
| 9 août 2016 18 h UTC-3 | |                 |        | stade de Deodoro, Rio de Janeiro |

| 9 août 2016 18 h 30 UTC-3 | Fidji                                                                                              | 21 - 14 (7 - 7) | Argentine                                                               | stade de Deodoro, Rio de Janeiro |
| 9 août 2016 18 h 30 UTC-3 | Essai(s) : Tuisova (2e), Taliga (11e, 12e) Transformation(s) : Ravouvou (2e), Kolinisau (11e, 12e) |                 | Essai(s) : Sábato (5e), Álvarez (8e) Transformation(s) : Revol (5e, 8e) | stade de Deodoro, Rio de Janeiro |
| 9 août 2016 18 h 30 UTC-3 | |                 |                                                                         | stade de Deodoro, Rio de Janeiro |

| 10 août 2016 13 h UTC-3 | Argentine | 31 - 0 | Brésil | stade de Deodoro, Rio de Janeiro |
| 10 août 2016 13 h UTC-3 | Essai(s) : Müller (4e), Revol (5e), Álvarez (7e), Schulz (11e), Bruzzone (13e) Transformation(s) : Revol (6e, 7e, 11e) |        |        | stade de Deodoro, Rio de Janeiro |
| 10 août 2016 13 h UTC-3 | |        |        | stade de Deodoro, Rio de Janeiro |

| 10 août 2016 13 h 30 UTC-3 | Fidji | 24 - 19 | États-Unis | stade de Deodoro, Rio de Janeiro |
| 10 août 2016 13 h 30 UTC-3 |       |         |            | stade de Deodoro, Rio de Janeiro |
| 10 août 2016 13 h 30 UTC-3 |       |         |            | stade de Deodoro, Rio de Janeiro |

#### Poule B
| Rang | Pays           | J | V | N | D | Pm | Pe | Diff | Pts |
| ---- | -------------- | - | - | - | - | -- | -- | ---- | --- |
| 1    | Afrique du Sud | 3 | 2 | 0 | 1 | 55 | 12 | +43  | 7   |
| 2    | France         | 3 | 2 | 0 | 1 | 57 | 45 | +12  | 7   |
| 3    | Australie      | 3 | 2 | 0 | 1 | 52 | 48 | +4   | 7   |
| 4    | Espagne        | 3 | 0 | 0 | 3 | 17 | 76 | -59  | 3   |

|  | Qualifié pour les quarts de finale    |
|  | Qualifié pour le classement de 9 à 12 |

| 9 août 2016 11 h UTC-3 | Australie                                                                  | 14 - 31 (0 - 17) | France | stade de Deodoro, Rio de Janeiro |
| 9 août 2016 11 h UTC-3 | Essai(s) : Parahi (8e), Jenkins (9e) Transformation(s) : Stannard (8e, 9e) |                  | Essai(s) : Bouhraoua (4e, 6e, 14e), Dall'igna (13e) Transformation(s) : Bouhraoua (4e, 6e, 13e, 14e) Pénalité(s) : Bouhraoua (7e) | stade de Deodoro, Rio de Janeiro |
| 9 août 2016 11 h UTC-3 |                                                                            |                  | | stade de Deodoro, Rio de Janeiro |

| 9 août 2016 11 h 30 UTC-3 | Afrique du Sud                                                                               | 24 - 0 (14 - 0) | Espagne | stade de Deodoro, Rio de Janeiro |
| 9 août 2016 11 h 30 UTC-3 | Essai(s) : Afrika (1re, 7e), Senatla (8e), Snyman (12e) Transformation(s) : Afrika (1re, 7e) |                 |         | stade de Deodoro, Rio de Janeiro |
| 9 août 2016 11 h 30 UTC-3 |                                                                                              |                 |         | stade de Deodoro, Rio de Janeiro |

| 9 août 2016 16 h UTC-3 | Australie                                                                                                | 26 - 12 (14 - 12) | Espagne                                                      | stade de Deodoro, Rio de Janeiro |
| 9 août 2016 16 h UTC-3 | Essai(s) : Clark (1re), Parahi (7e), Porch (8e), Foley (14e) Transformation(s) : Stannard (1re, 7e, 14e) |                   | Essai(s) : Poggi (2e, 4e) Transformation(s) : Hernández (4e) | stade de Deodoro, Rio de Janeiro |
| 9 août 2016 16 h UTC-3 | |                   |                                                              | stade de Deodoro, Rio de Janeiro |

| 9 août 2016 16 h 30 UTC-3 | Afrique du Sud                                                                                        | 26 - 0 (19 - 0) | France | stade de Deodoro, Rio de Janeiro |
| 9 août 2016 16 h 30 UTC-3 | Essai(s) : Geduld (1re), Smith (4e), Brown (6e), Sage (12e) Transformation(s) : Afrika (1re, 4e, 12e) |                 |        | stade de Deodoro, Rio de Janeiro |
| 9 août 2016 16 h 30 UTC-3 | |                 |        | stade de Deodoro, Rio de Janeiro |

| 10 août 2016 11 h UTC-3 | France | 26 - 5 | Espagne | stade de Deodoro, Rio de Janeiro |
| 10 août 2016 11 h UTC-3 |        |        |         | stade de Deodoro, Rio de Janeiro |
| 10 août 2016 11 h UTC-3 |        |        |         | stade de Deodoro, Rio de Janeiro |

| 10 août 2016 11 h 30 UTC-3 | Afrique du Sud | 5 - 12 | Australie | stade de Deodoro, Rio de Janeiro |
| 10 août 2016 11 h 30 UTC-3 |                |        |           | stade de Deodoro, Rio de Janeiro |
| 10 août 2016 11 h 30 UTC-3 |                |        |           | stade de Deodoro, Rio de Janeiro |

#### Poule C
| Rang | Pays             | J | V | N | D | Pm | Pe | Diff | Pts |
| ---- | ---------------- | - | - | - | - | -- | -- | ---- | --- |
| 1    | Grande-Bretagne  | 3 | 3 | 0 | 0 | 73 | 45 | +28  | 9   |
| 2    | Japon            | 3 | 2 | 0 | 1 | 64 | 40 | +24  | 7   |
| 3    | Nouvelle-Zélande | 3 | 1 | 0 | 2 | 59 | 40 | +19  | 5   |
| 4    | Kenya            | 3 | 0 | 0 | 3 | 19 | 90 | -71  | 3   |

|  | Qualifié pour les quarts de finale    |
|  | Qualifié pour le classement de 9 à 12 |

| 9 août 2016 12 h UTC-3 | Grande-Bretagne | 31 - 7 | Kenya | stade de Deodoro, Rio de Janeiro |
| 9 août 2016 12 h UTC-3 |                 |        |       | stade de Deodoro, Rio de Janeiro |
| 9 août 2016 12 h UTC-3 |                 |        |       | stade de Deodoro, Rio de Janeiro |

| 9 août 2016 12 h 30 UTC-3 | Nouvelle-Zélande | 12 - 14 | Japon | stade de Deodoro, Rio de Janeiro |
| 9 août 2016 12 h 30 UTC-3 |                  |         |       | stade de Deodoro, Rio de Janeiro |
| 9 août 2016 12 h 30 UTC-3 |                  |         |       | stade de Deodoro, Rio de Janeiro |

| 9 août 2016 17 h UTC-3 | Grande-Bretagne | 21 - 19 | Japon | stade de Deodoro, Rio de Janeiro |
| 9 août 2016 17 h UTC-3 |                 |         |       | stade de Deodoro, Rio de Janeiro |
| 9 août 2016 17 h UTC-3 |                 |         |       | stade de Deodoro, Rio de Janeiro |

| 9 août 2016 17 h 30 UTC-3 | Nouvelle-Zélande | 28 - 5 | Kenya | stade de Deodoro, Rio de Janeiro |
| 9 août 2016 17 h 30 UTC-3 |                  |        |       | stade de Deodoro, Rio de Janeiro |
| 9 août 2016 17 h 30 UTC-3 |                  |        |       | stade de Deodoro, Rio de Janeiro |

| 10 août 2016 12 h UTC-3 | Kenya | 7 - 31 | Japon | stade de Deodoro, Rio de Janeiro |
| 10 août 2016 12 h UTC-3 |       |        |       | stade de Deodoro, Rio de Janeiro |
| 10 août 2016 12 h UTC-3 |       |        |       | stade de Deodoro, Rio de Janeiro |

| 10 août 2016 12 h 30 UTC-3 | Nouvelle-Zélande | 19 - 21 | Grande-Bretagne | stade de Deodoro, Rio de Janeiro |
| 10 août 2016 12 h 30 UTC-3 |                  |         |                 | stade de Deodoro, Rio de Janeiro |
| 10 août 2016 12 h 30 UTC-3 |                  |         |                 | stade de Deodoro, Rio de Janeiro |

#### Rang des troisièmes places
| Rang | Pays             | J | V | N | D | Pm | Pe | Diff | Pts |
| ---- | ---------------- | - | - | - | - | -- | -- | ---- | --- |
| 1    | Australie        | 3 | 2 | 0 | 1 | 52 | 48 | +4   | 7   |
| 2    | Nouvelle-Zélande | 3 | 1 | 0 | 2 | 59 | 40 | +19  | 5   |
| 3    | États-Unis       | 3 | 1 | 0 | 2 | 59 | 41 | +18  | 5   |

|  | Qualifié pour les quarts de finale     |
|  | Qualifié pour les matchs de classement |

### Phase finale

#### Médailles
|  | Quarts de finale        | Quarts de finale        |                         |                         | Demi-finales            | Demi-finales            |   |  | Finale               | Finale               |
|  | Quarts de finale        | Quarts de finale        |                         |                         | Demi-finales            | Demi-finales            |   |  | Finale               | Finale               |
|  |                         |                         |                         |                         |                         |                         |   |  |                      |                      |
|  | 10 août à 17 h UTC-3    | 10 août à 17 h UTC-3    |                         |                         | 11 août à 14 h 30 UTC-3 | 11 août à 14 h 30 UTC-3 |   |  | 11 août à 19 h UTC-3 | 11 août à 19 h UTC-3 |
|  | 10 août à 17 h UTC-3    | 10 août à 17 h UTC-3    |                         |                         | 11 août à 14 h 30 UTC-3 | 11 août à 14 h 30 UTC-3 |   |  | 11 août à 19 h UTC-3 | 11 août à 19 h UTC-3 |
|  | Fidji                   | 12                      |                         |                         | 11 août à 14 h 30 UTC-3 | 11 août à 14 h 30 UTC-3 |   |  | 11 août à 19 h UTC-3 | 11 août à 19 h UTC-3 |
|  | Fidji                   | 12                      |                         |                         | 11 août à 14 h 30 UTC-3 | 11 août à 14 h 30 UTC-3 |   |  | 11 août à 19 h UTC-3 | 11 août à 19 h UTC-3 |
|  | Nouvelle-Zélande        | 7                       |                         |                         | 11 août à 14 h 30 UTC-3 | 11 août à 14 h 30 UTC-3 |   |  | 11 août à 19 h UTC-3 | 11 août à 19 h UTC-3 |
|  | Nouvelle-Zélande        | 7                       | Fidji                   | 20                      |                         |                         |   |  | 11 août à 19 h UTC-3 | 11 août à 19 h UTC-3 |
|  | 10 août à 17 h 30 UTC-3 |                         | Fidji                   | 20                      |                         |                         |   |  | 11 août à 19 h UTC-3 | 11 août à 19 h UTC-3 |
|  |                         | Japon                   | 5                       |                         |                         |                         |   |  | 11 août à 19 h UTC-3 | 11 août à 19 h UTC-3 |
|  | Japon                   | Japon                   | 5                       | 12                      |                         |                         |   |  | 11 août à 19 h UTC-3 | 11 août à 19 h UTC-3 |
|  | Japon                   |                         |                         | 12                      |                         |                         |   |  | 11 août à 19 h UTC-3 | 11 août à 19 h UTC-3 |
|  | France                  | 7                       |                         |                         |                         |                         |   |  | 11 août à 19 h UTC-3 | 11 août à 19 h UTC-3 |
|  | France                  | 7                       | Fidji                   | 43                      |                         |                         |   |  |                      |                      |
|  | 10 août à 18 h UTC-3    |                         | Fidji                   | 43                      |                         |                         |   |  |                      |                      |
|  |                         | Grande-Bretagne         | 7                       |                         |                         |                         |   |  |                      |                      |
|  | Grande-Bretagne         | Grande-Bretagne         | 7                       | 5ap                     |                         |                         |   |  |                      |                      |
|  | Grande-Bretagne         | 11 août à 15 h UTC-3    |                         | 5ap                     |                         |                         |   |  |                      |                      |
|  | Argentine               | 0                       |                         |                         |                         |                         |   |  |                      |                      |
|  | Argentine               | 0                       | Grande-Bretagne         | 7                       |                         |                         |   |  |                      |                      |
|  | 10 août à 18 h 30 UTC-3 | 10 août à 18 h 30 UTC-3 | Grande-Bretagne         | 7                       | Médaille de bronze      | Médaille de bronze      |   |  |                      |                      |
|  | 10 août à 18 h 30 UTC-3 | 10 août à 18 h 30 UTC-3 |                         | Afrique du Sud          | Médaille de bronze      | Médaille de bronze      | 5 |  |                      |                      |
|  | Afrique du Sud          | 22                      | 11 août à 18 h 30 UTC-3 | 11 août à 18 h 30 UTC-3 |                         |                         | 5 |  |                      |                      |
|  | Afrique du Sud          | 22                      | 11 août à 18 h 30 UTC-3 | 11 août à 18 h 30 UTC-3 |                         |                         |   |  |                      |                      |
|  | Australie               | 5                       |                         | Japon                   | 14                      |                         |   |  |                      |                      |
|  | Australie               | 5                       |                         | Japon                   | 14                      |                         |   |  |                      |                      |
|  |                         |                         |                         |                         |                         |                         |   |  | Afrique du Sud       | 52                   |
|  |                         |                         |                         |                         |                         |                         |   |  | Afrique du Sud       | 52                   |

Quarts de finale
| 10 août 2016 17 h UTC-3 | Fidji | 12 - 7 | Nouvelle-Zélande | stade de Deodoro, Rio de Janeiro |
| 10 août 2016 17 h UTC-3 |       |        |                  | stade de Deodoro, Rio de Janeiro |
| 10 août 2016 17 h UTC-3 |       |        |                  | stade de Deodoro, Rio de Janeiro |

| 10 août 2016 17 h 30 UTC-3 | Japon | 12 - 7 | France | stade de Deodoro, Rio de Janeiro |
| 10 août 2016 17 h 30 UTC-3 |       |        |        | stade de Deodoro, Rio de Janeiro |
| 10 août 2016 17 h 30 UTC-3 |       |        |        | stade de Deodoro, Rio de Janeiro |

| 10 août 2016 18 h UTC-3 | Grande-Bretagne        | 5 - 0 ap | Argentine | stade de Deodoro, Rio de Janeiro |
| 10 août 2016 18 h UTC-3 | Essai(s) : Bibby (18e) |          |           | stade de Deodoro, Rio de Janeiro |
| 10 août 2016 18 h UTC-3 |                        |          |           | stade de Deodoro, Rio de Janeiro |

| 10 août 2016 18 h 30 UTC-3 | Afrique du Sud | 22 - 5 | Australie | stade de Deodoro, Rio de Janeiro |
| 10 août 2016 18 h 30 UTC-3 |                |        |           | stade de Deodoro, Rio de Janeiro |
| 10 août 2016 18 h 30 UTC-3 |                |        |           | stade de Deodoro, Rio de Janeiro |

Demi-finales
| 11 août 2016 14 h 30 UTC-3 | Fidji | 20 - 5 | Japon | stade de Deodoro, Rio de Janeiro |
| 11 août 2016 14 h 30 UTC-3 |       |        |       | stade de Deodoro, Rio de Janeiro |
| 11 août 2016 14 h 30 UTC-3 |       |        |       | stade de Deodoro, Rio de Janeiro |

| 11 août 2016 15 h UTC-3 | Grande-Bretagne | 7 - 5 | Afrique du Sud | stade de Deodoro, Rio de Janeiro |
| 11 août 2016 15 h UTC-3 |                 |       |                | stade de Deodoro, Rio de Janeiro |
| 11 août 2016 15 h UTC-3 |                 |       |                | stade de Deodoro, Rio de Janeiro |

Match pour la médaille de bronze
| 11 août 2016 18 h 30 UTC-3 | Japon | 14 - 52 | Afrique du Sud | stade de Deodoro, Rio de Janeiro |
| 11 août 2016 18 h 30 UTC-3 |       |         |                | stade de Deodoro, Rio de Janeiro |
| 11 août 2016 18 h 30 UTC-3 |       |         |                | stade de Deodoro, Rio de Janeiro |

Finale
| 11 août 2016 19 h UTC-3 | Fidji | 41 - 7 | Grande-Bretagne | stade de Deodoro, Rio de Janeiro |
| 11 août 2016 19 h UTC-3 |       |        |                 | stade de Deodoro, Rio de Janeiro |
| 11 août 2016 19 h UTC-3 |       |        |                 | stade de Deodoro, Rio de Janeiro |

#### Cinquième place
|  | Demi-finales            | Demi-finales            |                  |    | 5e place             | 5e place             |
|  | Demi-finales            | Demi-finales            |                  |    | 5e place             | 5e place             |
|  |                         |                         |                  |    |                      |                      |
|  | 11 août à 13 h 30 UTC-3 | 11 août à 13 h 30 UTC-3 |                  |    | 11 août à 18 h UTC-3 | 11 août à 18 h UTC-3 |
|  | 11 août à 13 h 30 UTC-3 | 11 août à 13 h 30 UTC-3 |                  |    | 11 août à 18 h UTC-3 | 11 août à 18 h UTC-3 |
|  | Nouvelle-Zélande        | 24                      |                  |    | 11 août à 18 h UTC-3 | 11 août à 18 h UTC-3 |
|  | Nouvelle-Zélande        | 24                      |                  |    | 11 août à 18 h UTC-3 | 11 août à 18 h UTC-3 |
|  | France                  | 19                      |                  |    | 11 août à 18 h UTC-3 | 11 août à 18 h UTC-3 |
|  | France                  | 19                      | Nouvelle-Zélande | 17 |                      |                      |
|  | 11 août à 14 h UTC-3    |                         | Nouvelle-Zélande | 17 |                      |                      |
|  |                         | Argentine               | 14               |    |                      |                      |
|  | Argentine               | Argentine               | 14               | 26 |                      |                      |
|  | Argentine               |                         |                  | 26 |                      |                      |
|  | Australie               | 21                      |                  |    |                      |                      |
|  | Australie               | 21                      | 7e place         |    |                      |                      |
|  |                         |                         |                  |    |                      |                      |
|  | 11 août à 17 h 30 UTC-3 |                         |                  |    |                      |                      |
|  |                         |                         |                  |    |                      |                      |
|  | France                  | 12                      |                  |    |                      |                      |
|  | France                  | 12                      |                  |    |                      |                      |
|  | Australie               | 10                      |                  |    |                      |                      |
|  | Australie               | 10                      |                  |    |                      |                      |

Demi-finales
| 11 août 2016 13 h 30 UTC-3 | Nouvelle-Zélande | 24-19 | France | stade de Deodoro, Rio de Janeiro |
| 11 août 2016 13 h 30 UTC-3 |                  |       |        | stade de Deodoro, Rio de Janeiro |
| 11 août 2016 13 h 30 UTC-3 |                  |       |        | stade de Deodoro, Rio de Janeiro |

| 11 août 2016 14 h UTC-3 | Argentine | 26-21 | Australie | stade de Deodoro, Rio de Janeiro |
| 11 août 2016 14 h UTC-3 |           |       |           | stade de Deodoro, Rio de Janeiro |
| 11 août 2016 14 h UTC-3 |           |       |           | stade de Deodoro, Rio de Janeiro |

Match pour la 7e place
| 11 août 2016 17 h 30 UTC-3 | France | 12-10 | Australie | stade de Deodoro, Rio de Janeiro |
| 11 août 2016 17 h 30 UTC-3 |        |       |           | stade de Deodoro, Rio de Janeiro |
| 11 août 2016 17 h 30 UTC-3 |        |       |           | stade de Deodoro, Rio de Janeiro |

Match pour la 5e place
| 11 août 2016 18 h UTC-3 | Nouvelle-Zélande | 17-14 | Argentine | stade de Deodoro, Rio de Janeiro |
| 11 août 2016 18 h UTC-3 |                  |       |           | stade de Deodoro, Rio de Janeiro |
| 11 août 2016 18 h UTC-3 |                  |       |           | stade de Deodoro, Rio de Janeiro |

#### Neuvième place
|  | Demi-finales            | Demi-finales         |            |    | 9e place             | 9e place             |
|  | Demi-finales            | Demi-finales         |            |    | 9e place             | 9e place             |
|  |                         |                      |            |    |                      |                      |
|  | 10 août à 16 h UTC-3    | 10 août à 16 h UTC-3 |            |    | 11 août à 13 h UTC-3 | 11 août à 13 h UTC-3 |
|  | 10 août à 16 h UTC-3    | 10 août à 16 h UTC-3 |            |    | 11 août à 13 h UTC-3 | 11 août à 13 h UTC-3 |
|  | États-Unis              | 24                   |            |    | 11 août à 13 h UTC-3 | 11 août à 13 h UTC-3 |
|  | États-Unis              | 24                   |            |    | 11 août à 13 h UTC-3 | 11 août à 13 h UTC-3 |
|  | Brésil                  | 12                   |            |    | 11 août à 13 h UTC-3 | 11 août à 13 h UTC-3 |
|  | Brésil                  | 12                   | États-Unis | 24 |                      |                      |
|  | 10 août à 16 h 30 UTC-3 |                      | États-Unis | 24 |                      |                      |
|  |                         | Espagne              | 12         |    |                      |                      |
|  | Espagne                 | Espagne              | 12         | 14 |                      |                      |
|  | Espagne                 |                      |            | 14 |                      |                      |
|  | Kenya                   | 12                   |            |    |                      |                      |
|  | Kenya                   | 12                   | 11e place  |    |                      |                      |
|  |                         |                      |            |    |                      |                      |
|  | 11 août à 12 h 30 UTC-3 |                      |            |    |                      |                      |
|  |                         |                      |            |    |                      |                      |
|  | Brésil                  | 0                    |            |    |                      |                      |
|  | Brésil                  | 0                    |            |    |                      |                      |
|  | Kenya                   | 24                   |            |    |                      |                      |
|  | Kenya                   | 24                   |            |    |                      |                      |

Demi-finales
| 10 août 2016 16 h UTC-3 | États-Unis | 24 - 12 | Brésil | stade de Deodoro, Rio de Janeiro |
| 10 août 2016 16 h UTC-3 |            |         |        | stade de Deodoro, Rio de Janeiro |
| 10 août 2016 16 h UTC-3 |            |         |        | stade de Deodoro, Rio de Janeiro |

| 10 août 2016 16 h 30 UTC-3 | Espagne | 14 - 12 | Kenya | stade de Deodoro, Rio de Janeiro |
| 10 août 2016 16 h 30 UTC-3 |         |         |       | stade de Deodoro, Rio de Janeiro |
| 10 août 2016 16 h 30 UTC-3 |         |         |       | stade de Deodoro, Rio de Janeiro |

Match pour la 11e place
| 11 août 2016 12 h 30 UTC-3 | Brésil | 0 - 24 | Kenya | stade de Deodoro, Rio de Janeiro |
| 11 août 2016 12 h 30 UTC-3 |        |        |       | stade de Deodoro, Rio de Janeiro |
| 11 août 2016 12 h 30 UTC-3 |        |        |       | stade de Deodoro, Rio de Janeiro |

Match pour la 9e place
| 11 août 2016 13 h UTC-3 | États-Unis | 24-12 | Espagne | stade de Deodoro, Rio de Janeiro |
| 11 août 2016 13 h UTC-3 |            |       |         | stade de Deodoro, Rio de Janeiro |
| 11 août 2016 13 h UTC-3 |            |       |         | stade de Deodoro, Rio de Janeiro |

## Classement final
| Rang | Équipe           |
| ---- | ---------------- |
| 1    | Fidji            |
| 2    | Grande-Bretagne  |
| 3    | Afrique du Sud   |
| 4    | Japon            |
| 5    | Nouvelle-Zélande |
| 6    | Argentine        |
| 7    | France           |
| 8    | Australie        |
| 9    | États-Unis       |
| 10   | Espagne          |
| 11   | Kenya            |
| 12   | Brésil           |

## Meilleurs marqueurs
| Classement | Joueur          | Points |
| ---------- | --------------- | ------ |
| 1          | Terry Bouhraoua | 43     |
| 2          | Cecil Afrika    | 42     |
| 3          | Gastón Revol    | 37     |
| 4          | Osea Kolinisau  | 36     |
| 5          | Carlin Isles    | 30     |
| 6          | Vatemo Ravouvou | 27     |
| 7          | Billy Odhiambo  | 25     |
| 7          | Josua Tuisova   | 25     |
| 9          | Kazuhiro Goya   | 22     |
| 9          | Lomano Lemeki   | 22     |
| 11         | Danny Barrett   | 20     |
| 11         | Tom Cusack      | 20     |

## Équipe type du tournoi
| Poste         | Poste         | Joueur         | Pays            |
| ------------- | ------------- | -------------- | --------------- |
| Avants        | Pilier gauche | James Davies   | Grande-Bretagne |
| Avants        | Talonneur     | Kyle Brown     | Afrique du Sud  |
| Avants        | Pilier droit  | Semi Kunatani  | Fidji           |
| Demi de mêlée | Demi de mêlée | Osea Kolinisau | Fidji           |
| Arrière       | Ouvreur       | Lomano Lemeki  | Japon           |
| Arrière       | Centre        | Dan Bibby      | Grande-Bretagne |
| Arrière       | Ailier        | Josua Tuisova  | Fidji           |